# 徳川斉匡
徳川 斉匡（とくがわ なりまさ）は、江戸時代中期から後期にかけての武士。御三卿の一つである田安家第3代当主。江戸幕府11代将軍徳川家斉の異母弟にあたる。

## 生涯
安永8年（1779年）4月15日、一橋家2代当主徳川治済の五男として生まれる。母は丸山氏。天明7年（1787年）6月13日、第2代当主治察の死亡以来長く「明屋敷」となっていた田安家の屋敷と領地を相続した。御三卿の創立者である徳川吉宗の意向に背き、将軍の庶子ではなく御三卿の庶子が明屋敷の田安家を相続したことに対し、御三家の徳川宗睦（尾張家）や徳川治保（水戸家）は強く反発したが、老中・松平定信（治察の実弟）は、養母・宝蓮院（田安家初代当主宗武の正室）の遺志であるなどとして説得した。
文化10年（1813年）12月25日、第11代将軍家斉の十二男である斉荘を養子に迎える。
天保8年（1837年）10月、従一位に昇叙する。父の治済と同様、御三卿として生前に従一位に叙されるのは異例である（将軍家斉にとって異母弟ではあるが、当時唯一生存していた兄弟だったためだろうと思われる）。
斉匡は兄家斉と同様に子女に恵まれ、縁組と財政について幕閣を悩ませた。正室裕宮貞子の子で嫡子であった匡時のほか、5代当主となる慶頼（側室篠﨑氏の子）、斉位、慶壽、松平慶永、慶臧など数多くの子女がいたが、天保7年（1836年）8月に匡時が病弱であることを理由として幕命により廃嫡となり、斉匡は隠居させられた。第4代当主となったのは養子の斉荘で、斉荘が尾張藩主に転出した後、実子の慶頼が5代当主に就き、先々代当主で実父の斉匡がその後見に当たることとなった。なお、以後の田安家は慶頼の血筋で今日まで続いている。
嘉永元年（1848年）5月30日に死去した。享年70（満69歳没）。

## 官歴
※日付は旧暦
- 1787年（天明7年）
  - 6月13日 - 田安徳川家の家督相続。
  - 7月5日 - 田安館に定住。
- 1790年（寛政2年）10月15日 - 元服し、将軍で兄にあたる徳川家斉の偏諱を受けて斉匡を名乗る。従三位・左近衛権中将兼右衛門督に叙任。
- 1808年（文化5年）12月1日 - 参議に補任。
- 1819年（文政2年）11月15日 - 権中納言に転任。
- 1827年（文政10年）6月1日 - 従二位に昇叙し、権大納言に転任。
- 1837年（天保8年）10月28日、従一位に昇叙し、権大納言如元。
- 1847年（弘化4年）8月20日、出家。入道を称する。三玄斎と号する。
- 1848年（嘉永元年）5月30日、薨去。法名は惇宗院戒徳巖明。

## 系譜
- 父：徳川治済（1751年 - 1827年）
- 母：丸山氏
- 正室：貞子女王（1782年 - 1825年） - 閑院宮美仁親王娘
  - 長女：近姫（1800年 - 1830年） - 徳川斉礼正室
  - 三女：静姫（1803年）
  - 次男：匡時（1805年 - 1839年）
  - 七女：猶姫（1807年 - 1872年） - 徳川斉荘正室
- 側室：筧氏
  - 長男：剛之丞（1799年 - 1800年）
  - 次女：包姫（1800年 - 1801年）
- 側室：八木氏
  - 四女：鑅姫（1805年 - 1860年） - 久松松平定通正室
  - 八女：鐐姫（1808年 - 1890年） - 酒井忠発正室
  - 十四女：愛姫（1818年 - 1832年） - 徳川斉温正室
  - 五男：慶壽（1823年 - 1847年） - 一橋徳川家7代
  - 六男：聰之助（1824年 - 1825年）
- 側室：河合氏
  - 五女：理照院（1807年）
  - 三男：謙三郎（1814年 - 1817年）
- 側室：斎藤氏
  - 六女：鋭姫（1807年 - 1820年） - 津軽信順婚約者
  - 九女：欽姫（1809年 - 1851年） - 津軽信順正室
- 側室：唯心院（1794年 - 1858年） - 奥医師篠崎三伯養女、実武藤三益女、実名「りを」
  - 十女：猗姫（1811年 - 1817年） - 松平定和婚約者
  - 十三女：三千姫（1818年 - 1820年）
  - 十五女：千重姫（1821年 - 1860年） - 越智松平武成正室
  - 九男：慶頼（1828年 - 1876年） - 田安徳川家5・8代
- 側室：高月氏
  - 十一女：恒姫（1815年 - 1819年）
  - 十二女：歳姫（1816年 - 1818）
  - 四男：斉位（1818年 - 1837年） - 一橋徳川家5代
  - 十六女：純姫（1821年 - 1906年） - 立花鑑寛正室
  - 十七女：弥姫（1823年 - 1826年）
  - 七男：郁之助（1825年 - 1826年）
- 側室：青松院（1796年 - 1871年）
  - 十八女：至姫（1824年 - 1826年）
  - 八男：松平慶永（1828年 - 1890年） - 福井藩主
  - 十九女：筆姫（1830年 - 1886年） - 鍋島直正継室
  - 十男：慶臧（1836年 - 1849年） - 尾張藩主
- 養子
  - 斉荘（1810年 - 1845年） - 田安徳川家4代、のち尾張徳川家12代、徳川家斉十二男